# Жуайё, Одетт
Одетт Жуайё (фр. Odette Joyeux; 5 декабря 1914 — 26 августа 2000) — французская актриса, драматург и романист.
Родилась в Париже, где изучала танец в балете Парижской Оперы. Жуайё начала свою карьеру в кино в 1931 году; её первый заметной ролью стало участие в фильме Марка Аллегре «Вход для артистов» (1938). В течение 1940—х годов она зарекомендовала себя как одна из самых популярных актрис кино Франции, несколько раз снялась в кино и в 1950—х годах.
Жуайё является автором ряда пьес и эссе о танце, а также о изобретателе Жозефе Ньепсе. Она также написала два романа, призванных популяризировать искусство танца: «L'Âge heureux» (на его основе снят телесериал) и «Côté jardin». Кроме того, Жуайё написала роман «Невеста слишком хороша» (1956), который послужил основой для одноимённого фильма.
Актриса была замужем за актёром Пьером Брассёром с 1935 года до их развода в 1945 году, от брака родился сын Клод Брассёр, отец Александра Брассёра.
В 1958 году вышла замуж за режиссёра Филиппа Агостини. Они оставались в браке до самой смерти в Ольюле, Вар, Прованс — Альпы — Лазурный Берег от инсульта в возрасте 85 лет.

## Избранная фильмография
- 1934 — Озеро дам
- 1942 — À Colonnes Le Lit
- 1943 — Phantom Барон
- 1943 — Дус
- 1946 — Уроки поведения
- 1950 — Карусель / La Ronde — Анна, гризетка
- 1956 — Если бы нам рассказали о Париже
- 1956 — Невеста слишком хороша (автор сценария)

## Награды
Кавалер Ордена почётного легиона (29 ноября 1989 года), офицер Ордена почётного легиона (1998).
Она была сделана Officier (сотрудник) из Ordre национального дю Mérite в 1994 году.